# Аминова, Алия Мансуровна
Алия Мансуровна Аминова (род. 19 апреля 1992, Ишимбай) — российская башкирская шашистка, мастер спорта России. Чемпионка мира 2020 года в программе блиц. Чемпионка (2016 - классика,  2018 - блиц), серебряный (2021 - рапид) и бронзовый призёр (2012 - блиц, 2022 - рапид) женских чемпионатов России. 
Победительница первенств Европы (2002, 2007) и России (2002-2010) среди девушек, серебряный призёр первенств Европы (2005, 2011, 2014) среди девушек, многократная победительница международных и всероссийских турниров.
Выступает за клуб «Башнефть».
Тренер Ю.В. Черток.
Воспитанница Ишимбайской детско-юношеская спортивная школа олимпийского резерва по шашкам (тренеры В.И.Мильшин, Е.А.Мильшина). После переезда в Уфу в ДЮСШ № 23 (Уфа) (тренеры А.П.Мельников, Ю.В. Черток).
Окончила Институт права БашГУ  (ныне Уфимский университет науки и технологий).
В интервью газете «Республика Башкортостан», опубликованным 15.01.2008, главный тренер сб. Башкортостана и России Юрий Владимирович Черток предвидел перспективы шашек Башкортостана:
«10-летняя уфимка Азалия Сагитова, её землячка Юлия Валеева, которой 16 лет, ишимбайские девочки 12-летняя Айгуль Идрисова и 15-летняя Алия Аминова — вот наш задел на будущее. У юношей подтверждает свой яркий талант Айнур Шайбаков».
В 2008 году стала мастером спорта России.
Алия Аминова указом Президента Республики Башкортостан награждена стипендией для особо одаренных учащихся в 2008—2009 учебном году. На церемонии вручение Дипломов стипендиата в министерстве по физической культуре, спорту и туризму РБ Аминову награждали 13-кратная паралимпийская чемпионка Рима Баталова и замминистра Владимир Иванушкин. На фото Аминова слева, Баталова справа.